# Last Child
Last Child är en låt av Aerosmith skriven av Steven Tyler och Brad Whitford. Låten släpptes som första singel från albumet Rocks (utgivet 1976) och nådde nummer 18 på Billboard Hot 100. Låten börjar med ett långsamt gitarrsolo men efter 22 sekunder hör man Tyler säga "Right" och sedan kommer ett hårt bluesriff där Brad Whitford spelar tonerna och Joe Perry spelar ackorden. Versionen på Guitar Hero II är en live version från livealbumet A Little South of Sanity.